# Death and the Flower
Death and the Flower från 1975 är ett musikalbum med Keith Jarretts ”American Quartet” utökad med slagverkaren Guilherme Franco . Albumet är inspelat i oktober 1974 i Generation Sound Studios i New York.

## Låtlista
All musik är skriven av Keith Jarrett.
1. Death and the Flower – 22:49
2. Prayer – 10:12
3. Great Bird – 8:45
4. Mysteries – 15:08

## Medverkande
- Keith Jarrett – piano, flöjt, slagverk, sopransaxofon
- Dewey Redman – tenorsaxofon, suona, slagverk
- Charlie Haden – bas
- Paul Motian – trummor, slagverk
- Guilherme Franco – slagverk